# LifeTouch L
LifeTouch L（ライフタッチ・エル）は、日本電気（NEC）製のAndroid搭載10.1インチタブレット型端末である。2012年6月18日発表、同年7月5日発売。

## 概要
厚さ7.99mm／重量約540gの薄型軽量の10.1型タブレットである。Android 4.0 を搭載する。32GBのストレージを搭載する上位モデルと、16GBのストレージを搭載する標準モデルの2モデルがあり、さらにビジネス用の1モデルがある。
上位モデルはあらかじめ約50種類のアプリケーションがプリインストールされており、やりたいことから目的のアプリを見つけられる「アプリ＆サポートナビ」を搭載する。
タブレットから直接プリンタに印刷する機能、DLNA・DTCP-IPに対応した家庭内のレコーダーやパソコンで録画したテレビ番組再生などの連携機能を備える。